# Роуз-Гілл (Іллінойс)
Роуз-Гілл (англ. Rose Hill) — селище (англ. village) в США, в окрузі Джеспер штату Іллінойс. Населення — 89 осіб (2020).

## Географія
Роуз-Гілл розташований за координатами 39°6′15″ пн. ш. 88°9′0″ зх. д. / 39.10417° пн. ш. 88.15000° зх. д. (39.104302, -88.149888).  За даними Бюро перепису населення США в 2010 році селище мало площу 1,64 км², уся площа — суходіл.

## Демографія
Згідно з переписом 2010 року, у селищі мешкало 80 осіб у 41 домогосподарстві у складі 24 родин. Густота населення становила 49 осіб/км².  Було 50 помешкань (30/км²).
Расовий склад населення:
| - 98,8 % — білих |

До двох чи більше рас належало 1,3 %. Частка іспаномовних становила 0,0 % від усіх жителів.
За віковим діапазоном населення розподілялося таким чином: 16,2 % — особи молодші 18 років, 71,3 % — особи у віці 18—64 років, 12,5 % — особи у віці 65 років та старші. Медіана віку мешканця становила 47,0 року. На 100 осіб жіночої статі у селищі припадало 105,1 чоловіків;  на 100 жінок у віці від 18 років та старших — 116,1 чоловіків також старших 18 років.
Середній дохід на одне домашнє господарство  становив 45 444 долари США (медіана — 28 750), а середній дохід на одну сім'ю — 48 286 доларів (медіана — 29 643). За межею бідності перебувало 20,0 % осіб, у тому числі 0,0 % дітей у віці до 18 років та 0,0 % осіб у віці 65 років та старших.
Цивільне працевлаштоване населення становило 12 особи. Основні галузі зайнятості: фінанси, страхування та нерухомість — 25,0 %, транспорт — 16,7 %, науковці, спеціалісти, менеджери — 16,7 %.